# ژرژ کورتلین
ژرژ کورتلین (به فرانسوی: Georges Moineaux - Georges Courteline) رمان‌نویس و نمایش‌نامه نویس قرن نوزدهم میلادی اهل فرانسه بود.